# Александровка (Смоленський район)
Алекса́ндровка (рос. Александровка) — село у складі Смоленського району Алтайського краю, Росія. Входить до складу Кіровської сільської ради.

## Населення
Населення — 269 осіб (2010; 331 у 2002).
Національний склад (станом на 2002 рік):
- росіяни — 89 %